# Lucien Louis de Koninck
Lucien Louis de Koninck (* 21. Juni 1844 in Lüttich; † 29. Oktober 1921 ebenda) war ein belgischer Chemiker.
Sein Vater war Laurent Guillaume De Koninck (1809–1887).
Ab 1861 studierte er an der École des Mines, wurde 1867 Mineningenieur und setzte sein Studium ab 1868 in Heidelberg und Bonn fort. 1870 wurde er an der Universität Bonn zum Dr. phil. promoviert. Ab 1872 war er Chemiker an einer Glashütte, ab 1876 Dozent für analytische Chemie und ab 1879 Dozent an der Universität Lüttich. 1919 wurde er emeritiert.

## Veröffentlichungen
- Manuel pratique d'analyse chimique appliquée a l'industrie du fer; Libraire Polytechnique de J. Baudry, 1871
- A practical manual of chemical analysis and assaying; H. C. Baird, 1873 (Online)
- Procédé de Bunsen; Liège, 1885
- Traité de chimie analytique minerale qualitative et quantitative; Liège, 1894
- Lehrbuch der qualitativen und quantitativen chemischen analyse; Mückenberger, 1904

| Personendaten    | Personendaten            |
| ---------------- | ------------------------ |
| NAME             | de Koninck, Lucien Louis |
| KURZBESCHREIBUNG | belgischer Chemiker      |
| GEBURTSDATUM     | 21. Juni 1844            |
| GEBURTSORT       | Lüttich                  |
| STERBEDATUM      | 29. Oktober 1921         |
| STERBEORT        | Lüttich                  |